# Riihimäki-glas
Riihimäki-glas (Fins: Riihimäen Lasi Oy) was een Finse glasproducent uit de gelijknamige plaats Riihimäki. Tot de jaren '60 van de twintigste eeuw was de fabriek de grootste glasfabriek in Scandinavië.

## Geschiedenis
Het bedrijf werd in 1910 opgericht door Mikko Adolf Kolehmainen (1863–1927) en zijn zoon Adolf Paavali Kolehmainen (1886–1944). Mikko Adolf was technisch directeur en Aatu Paavo nam de rol van CEO op zich. Het bedrijf produceerde aanvankelijk glas en kristal voor huishoudelijk gebruik, waaronder Ilves huishoudglas dat ontworpen was door de Finse architect Oiva Kallio. Kallio was in 1912 ook verantwoordelijk voor het ontwerp van het logo van Riihimäki: een lynx die zijn linkervoorpoot optilt. In 1914 werd het glas onderscheiden met de eerste prijs tijdens een industriële tentoonstelling in Vyborg. Hierna werd het glas ook tentoongesteld tijdens beurzen in Antwerpen, Barcelona, Brussel, Milaan en Parijs. In 1916 patenteerde de fabriek de eerste Finse glasmachine voor de productie van flessen. Vanaf 1919 werd de productie uitgebreid met vensterglas.
Toen de fabriek werd opgericht werden er zowel fabrieksgebouwen als woningen voor de arbeiders van de fabriek gerealiseerd. In 1921 werd een nabijgelegen turfpoederfabriek aangekocht die onderdeel werd van de glasfabriek. In dit gebouw werd kristal geslepen. Later werd hier ook kunststof en thermisch glas ontwikkeld. In 1974 raakte het gebouw in onbruik. Vanaf 1981 is hier het Fins Glasmuseum gevestigd.
In 1927 werd de fabriek uitgebreid na de aankoop van de Kauklahti glasfabriek uit Espoo die hoofdzakelijk armaturen maakte voor onder meer de Universiteit van Helsinki. Ook werd glasfabriek Kara aangekocht dat apothekersflessen produceerde. Vanaf 1939 kreeg de fabriek de naam Riihimäen Lasi Oy. Door de omvang van de fabriek was Riihimäki een belangrijke werkgever in de gelijknamige stad.
De jaren '50 waren de hoogtijdagen van de glasindustrie in Finland. Deze periode wordt om die reden ook wel de Finse gouden jaren genoemd. Vanaf de jaren '30 van de twintigste eeuw tot 1976 werkten er diverse glaskunstenaars voor Riihimäki, waaronder Arttu Brummer, Greta Lisa Jäderholm-Snellman en Gunnel Nyman. De eerste vaste ontwerper voor Riihimäki was Helena Tynell die in 1946 aantrad. Nanny Still sloot zich in 1949 aan bij het bedrijf. Midden jaren '50 traden ook Sakari Pykälä en Aimo Okkolin toe, gevolgd door Tamara Aladin in 1959. In 1963 sloot ook Erkkitapio Siiroinen zich aan bij de groep ontwerpers.
De energiecrisis in de jaren '70 van de twintigste eeuw had een grote tegenslag op de glasindustrie. Hierdoor stopte Riihimäki in 1976 met het produceren van handgemaakt glas. Tot de sluiting van de fabriek in 1990 produceerde Riihimäki glazen flessen.

## Ontwerpen
Een aantal ontwerpen van Riihimäki genoten grote populariteit, waaronder:
- De Flindari serie (1963) ontworpen door Nanny Still
- De Aurinko-fles (jaren '60) ontworpen door Helena Tynell
- De Milano-serie ontworpen door Sakari Pykälä
- Lampeenkukka schaal ontworpen door Aimo Okkolin

## Galerij

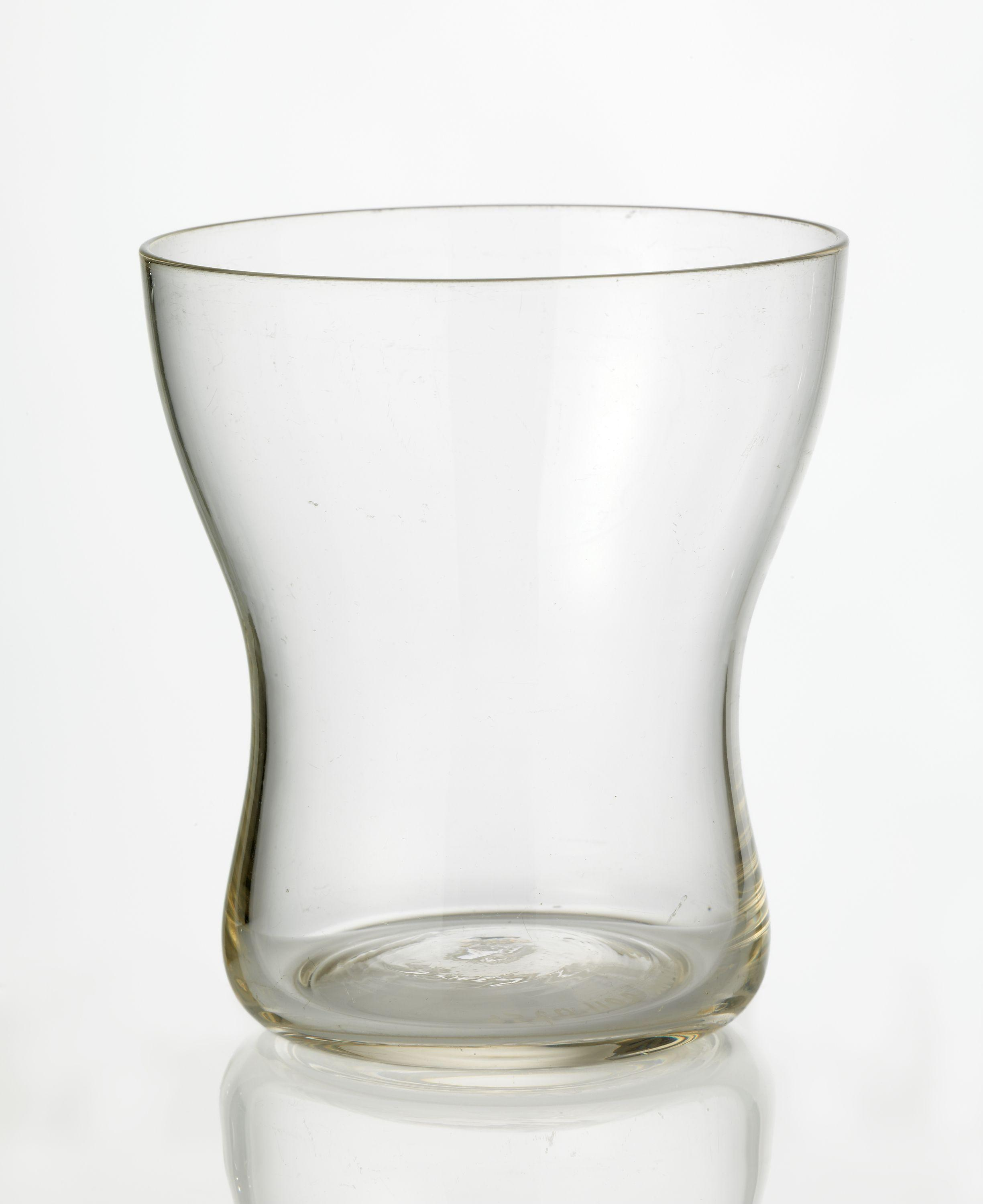
Glas Angelica (1948-1949)
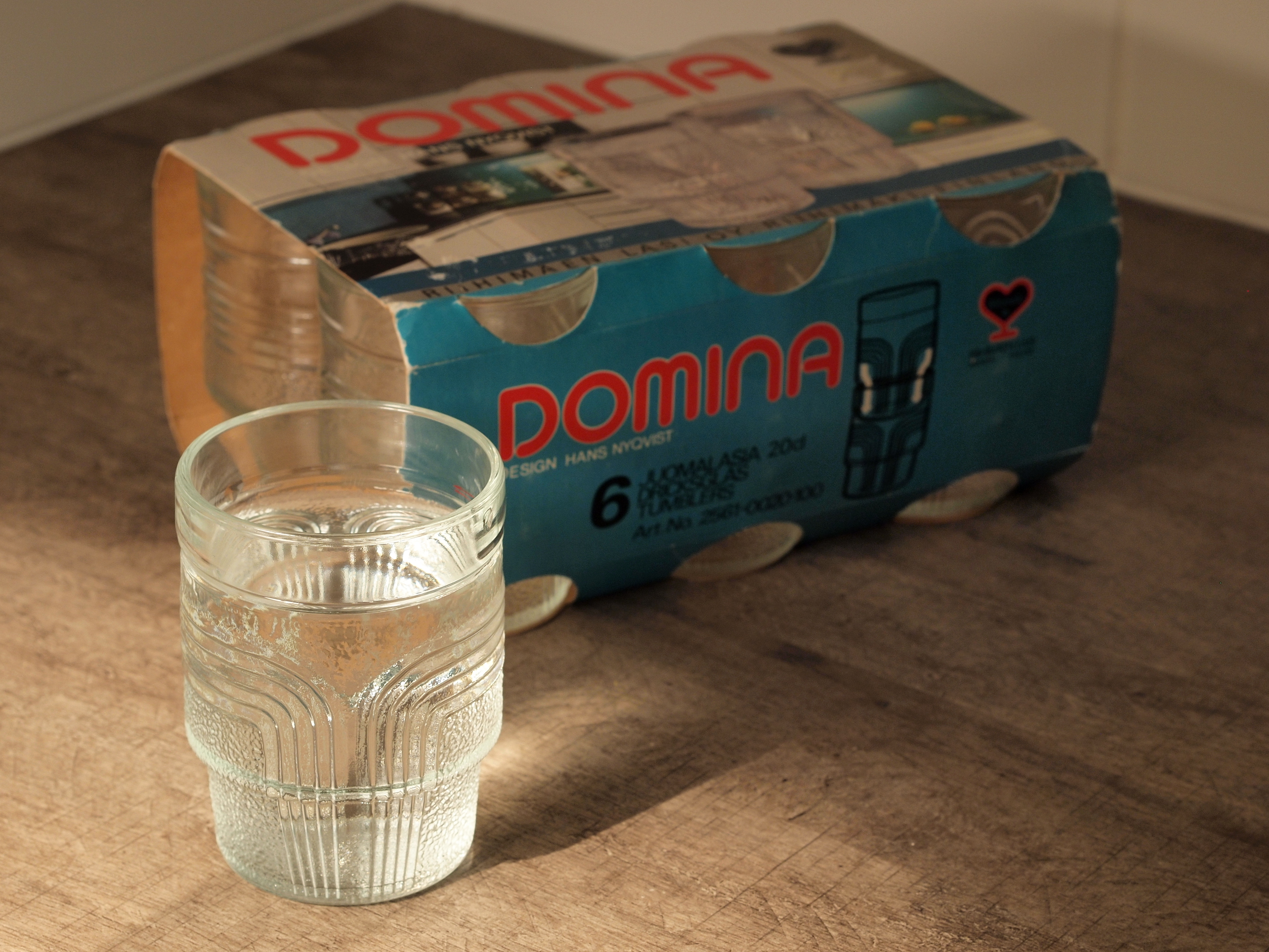
Drinkglas Domina
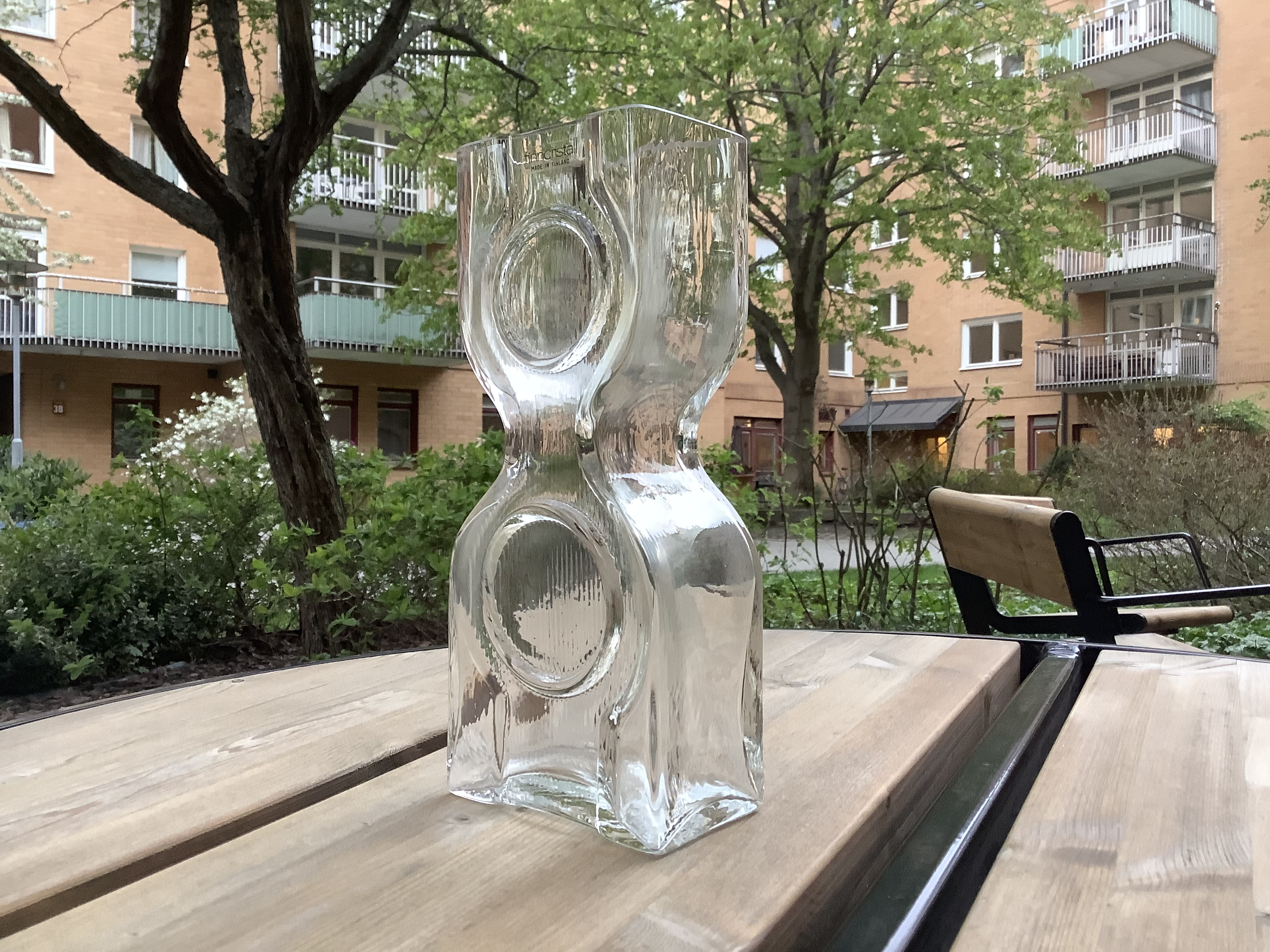
Vaas ontworpen door Helena Tynell
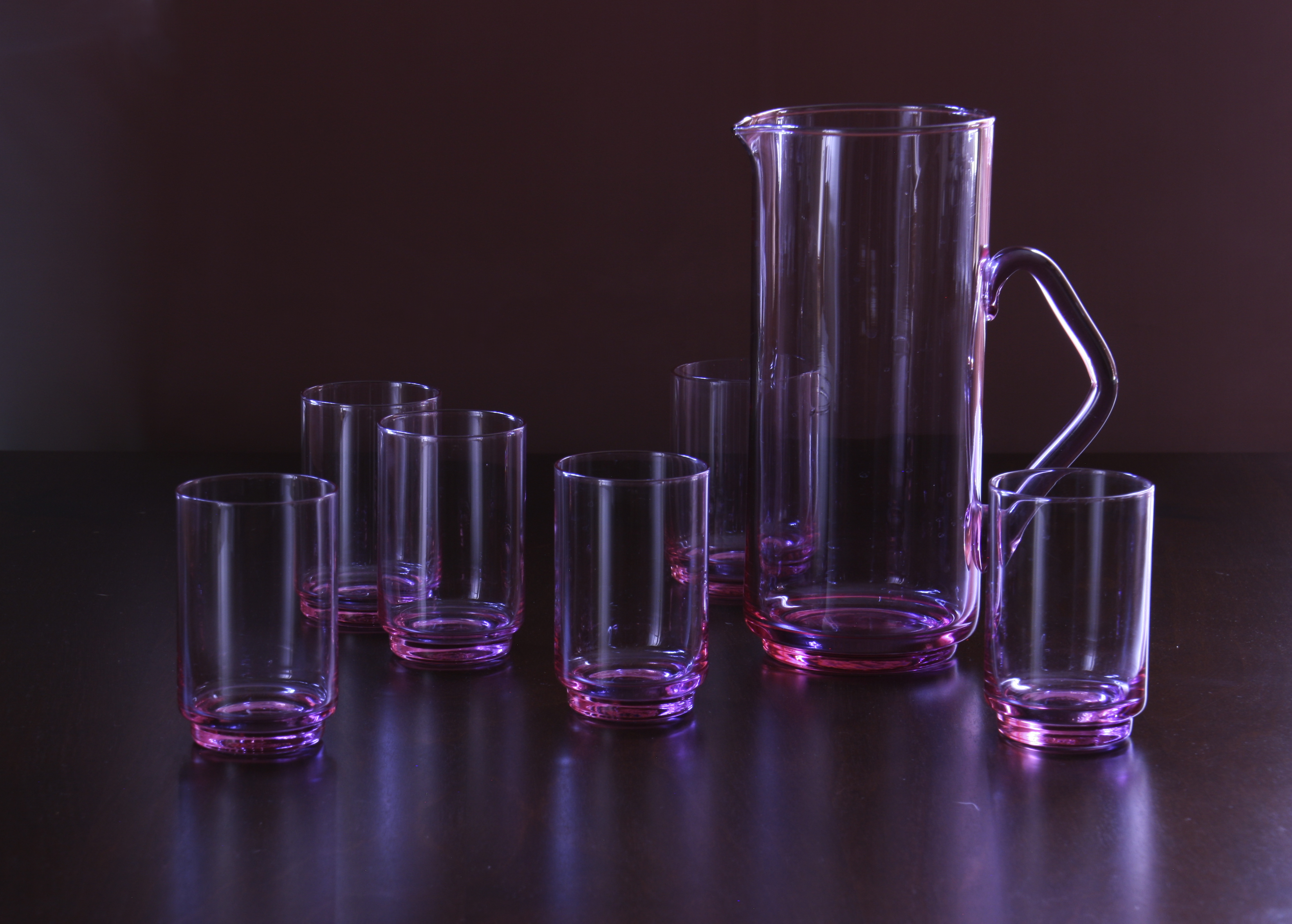
Karaf met set glazen ontworpen door Tamara Aladin
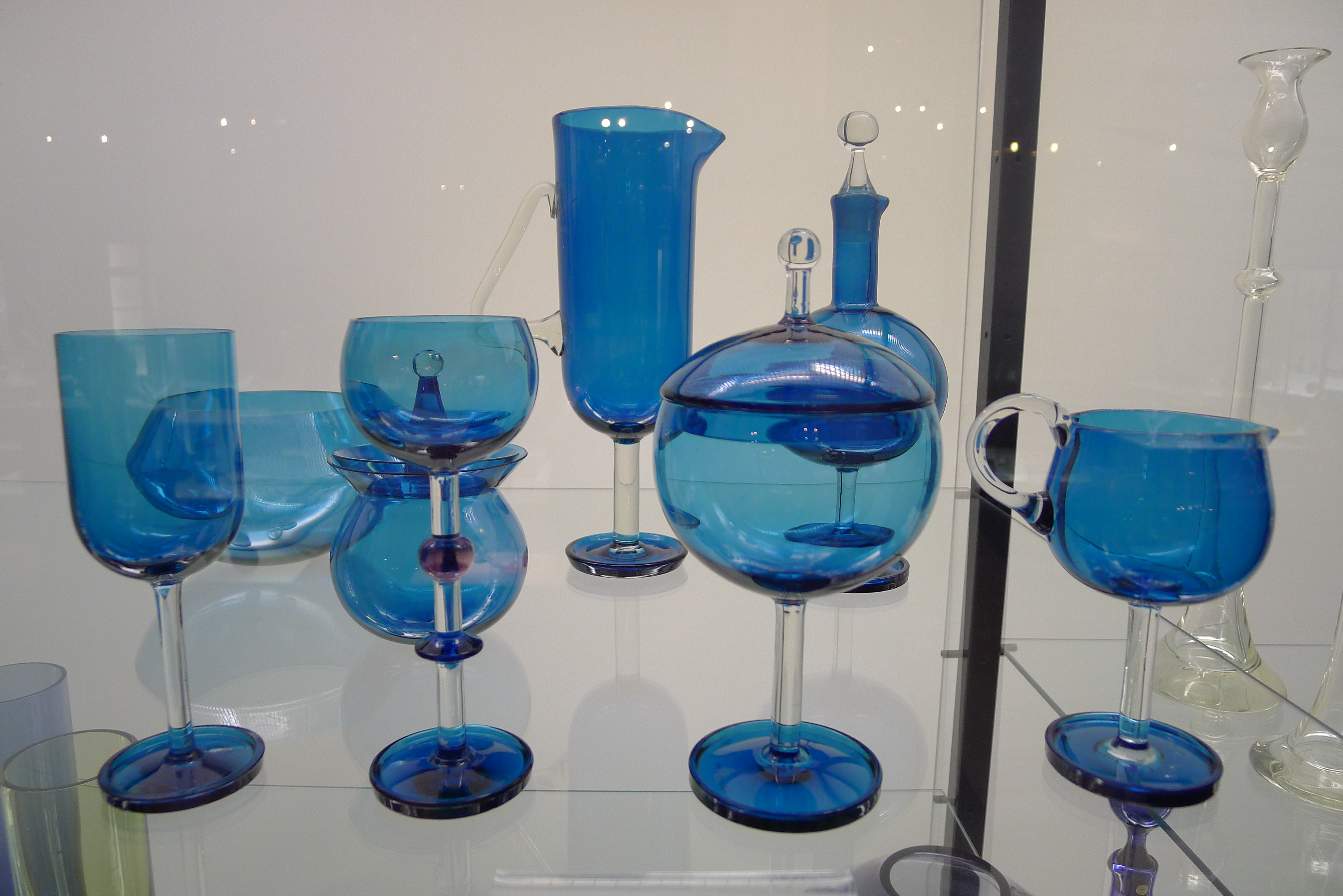
Harlekiini-serie (1958) ontworpen door Nanny Still
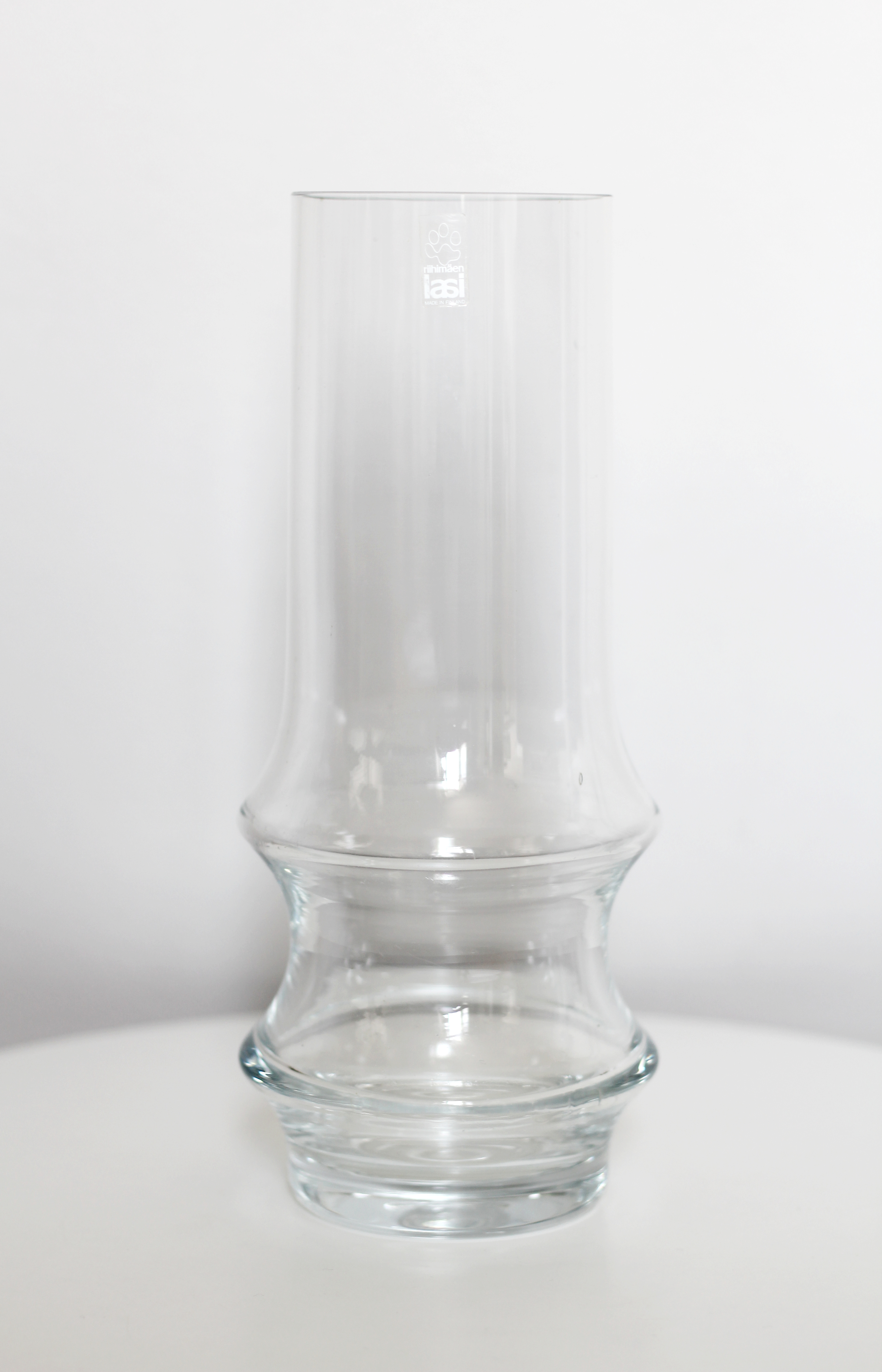
Vaas ontworpen door Tamara Aladin